# Андський олень
Андський олень, або гемал (Hippocamelus) — рід ссавців родини оленевих (Cervidae).

## Поширення, морфологія, біологія
Гемали - ендеміки Анд. 
Гемали мають коренасте товсте тіло і короткі ноги. 
Ці ссавці живуть на великій висоті влітку, а зиму зустрічають у вкритих лісом долинах. Перевага віддається районам з джерелами прісної води. Це рослинноїдні тварини, харчуються травою, листям та лишайниками, які знаходять між скелями.

## Значення в житті людей
Гемали були складовою андійської кухні — кухні Андійського регіону, що походить з доколумбових часів. Перуанці полювали на гемалів (окрім того, ними були одомашнені лами і альпаки).

## Систематика
Раніше розглядали у складі роду Odocoileus, є систринським родом до рангіферів, або карибу (Rangifer). Розрізняють два види цього роду:
- Hippocamelus antisensis - Гемал північний (англ. "Taruca")
- Hippocamelus bisulcus - Гемал патагонський, або чилійський (англ. "Guemal")